# A (INI单曲)
《A》是日本男子团体INI的出道单曲，由LAPONE娱乐于2021年11月3日发行。

## 概述
出道单曲《A》的标题为“A”是代表最高等级的意思同时“A”也是代表着一切的开始。
此单曲是以双主打歌的形式发行，分别是以强烈的低音和节拍声展现其实力的强大表演曲《Rocketeer》和以甜美的钢琴音色的《Brighter》。
所属公司于同年9月18日通过官网使用新系统让粉丝们进行投票选择最适合的活动曲，并于9月24日截至投票。
于9月25日通过INI在YouTube直播时公开最终结果，《Rocketeer》以超过70%的成绩成为了INI的出道活动曲。
于9月26日公开了《Rocketeer》的MV以及公开《Rocketeer》、《Brighter》的音源。
数位发行于 11 月 1 日在每个订阅服务开始，并在 iTunes 专辑排名（2021 年 11 月 1 日）中获得第一名。
在11月2日的 Oricon 每日单曲排行榜中，以售出366,336张专辑的成绩获得了第一名。
在11月15日的Oricon周间单曲排行榜中，首周销量以508,474张的成绩位居第一。

## 收录曲

### 初回限定A盘
CD
1. Rocketeer
作词：Bull＄EyE, Ondine, MonkeyVegas, STAINBOYS, MINAMI
作曲：Bull$EyE, MonkeyVegas, Ondine
编曲：Bull$EyE, MonkeyVegas
编舞：Sorr & Jungwan Yu (FREEMIND)
2. Cardio
作词：Mia (GALLERY), HYUNSEONG, MUSTard SEED  作曲：Jay & Rudy、Isaac Han、OKIRO、Aaron Kim  编曲：Isaac Han、OKIRO、Aaron Kim
3. RUNWAY (INI ver)
作词：YHANAEL  作曲：SCORE (13), Megatone (13), ESBEE, Luke (13), STEREO14  编曲：SCORE (13), Megatone (13), STEREO14
4. Brighter
作词：STAINBOYS、Moon Kim  作曲：Moon Kim, STAINBOYS  编曲：STAINBOYS

DVD
特典视频: LOG IN INI #1

### 初回限定B盘
CD
1. Brighter
2. KILLING PART
作词：KIGGEN, ESBEE, STAINBOYS, Ellie Love
作曲：KIGGEN, ESBEE,STRBNC
编曲：STRBNC
编舞：西洸人，木村柾哉
3. ONE (INI ver)
作词：SOOYOON, Ayumi Kanuma
作曲：Moon Kim, STAINBOYS
编曲：STAINBOYS
4. Rocketeer

DVD
特典视频: LOG IN INI #2

### 普通盘
CD
1. Rocketeer
2. Brighter
3. Cardio
4. KILLING PART

## 各榜单成绩
Oricon榜
Oricon 日榜 (2021年11月2日至2021年11月15日的数据)
|                | 排名 | 销量    |
| -------------- | ---- | ------- |
| 2021年11月2日  | 1位  | 366,336 |
| 2021年11月3日  | 1位  | 53,056  |
| 2021年11月4日  | 1位  | 19,182  |
| 2021年11月5日  | 1位  | 20,461  |
| 2021年11月6日  | 1位  | 24,265  |
| 2021年11月7日  | 1位  | 25,158  |
| 2021年11月8日  | 1位  | 7,097   |
| 2021年11月9日  | 1位  | 5,792   |
| 2021年11月10日 | 3位  | 4,685   |
| 2021年11月11日 | 2位  | 5,719   |
| 2021年11月12日 | 2位  | 5,385   |
| 2021年11月13日 | 3位  | 6,705   |
| 2021年11月14日 | 2位  | 8,519   |
| 2021年11月15日 | 2位  | 5,809   |

Oricon 周榜
Oricon周榜中排名第一（2021年11月15日）。 第一周的销量超过 50 万张，销量为 508,000 份。 在出道单曲的首周销售记录中，是继岚之后的历史第5位。
|                | 排名 | 销量    |
| -------------- | ---- | ------- |
| 2021年11月15日 | 1位  | 508,474 |
| 2021年11月21日 | 3位  | 43,911  |

Oricon周总单曲的排名第一（2021年11月15日）。
|                | 排名 | 销量换算分数 |
| -------------- | ---- | ------------ |
| 2021年11月15日 | 1位  | 559,113pt    |
| 2021年11月21日 | 2位  | 71,228pt     |

Oricon周榜数位专辑排名第一（2021年11月15日）。
|                | 排名 | 下载数 |
| -------------- | ---- | ------ |
| 2021年11月15日 | 1位  | 6,115  |

Oricon周播放量榜中《Rocketeer》获得了第一名（2021年10月11日）。
|               | 日期           | 排名  | 播放量    |
| ------------- | -------------- | ----- | --------- |
| 《Rocketeer》 | 2021年10月4日  | 113位 | -         |
| 《Rocketeer》 | 2021年10月11日 | 1位   | 8,521,696 |
| 《Rocketeer》 | 2021年10月18日 | 4位   | 5,792,398 |
| 《Rocketeer》 | 2021年11月8日  | 14位  | 3,963,581 |
| 《Rocketeer》 | 2021年11月15日 | 2位   | 8,300,845 |
| 《Rocketeer》 | 2021年11月22日 | 8位   | 5,055,556 |

在Oricon单曲排名2的021年出道单曲首周销量仅次于なにわ男子的《初心LOVE》。
Billboard JAPAN
- 《Rocketeer》在 Billboard JAPAN Streaming Song Chart 上获得第二名。
- Billboard JAPAN Weekly Singles Sales Chart 的"Top Singles Sales" 获得了第一名。第一周的销量为489,587张。
- Billboard JAPAN综合歌曲排行榜"JAPAN HOT 100"获得第二名。数位专辑共489,587次下载，数位单曲共22,886次下载，11,472,263次播放量。

Tower Records
- TOWER RECORDS ONLINE的"J-POP单曲周榜TOP30"（2021年11月1日）中获得第一名。
- TOWER RECORDS"全店综合单品排名"中获得第一名。

iTunes
- iTunes的专辑排名获得第一（2021年11月1日）。

Spotify
- 《Rocketeer》和《Brighter》荣登“Viral Top 50（日本）”（2021年10月21日发布:10月14日至10月20日合计）的第1名和第2名。

LINE MUSIC
- 《Rocketeer》在LINE MUSIC月度排行榜上排名第二（2021年10月）。